# Olds (Iowa)
Olds – miasto w Stanach Zjednoczonych, w stanie Iowa, w hrabstwie Henry. Zgodnie ze spisem statystycznym z 2000 roku, miasto liczyło 249 mieszkańców.